# 보잉 VC-25
보잉 VC-25는 보잉 747-200을 기반으로 제작된 미국 공군 소속의 여객기로 VC-25A형만이 존재하며 2대가 제작되어 운용되고 있다. 또한 미국 대통령 전용기로 사용될 경우 호출 부호인 에어포스 원으로 알려져 있다.

## 기능
VC-25는 재급유 없이 지구의 1/3(약12,600 km)을 비행할 수 있다. 통신 시설이 우수하여 다양한 주파수를 이용하여 세계 각지와 통신을 할 수 있다. 인공 위성을 이용해 공대공, 공대지 통신을 할 수 있다. 우주왕복선과 통신을 했다.
1980년 후반 로널드 레이건 행정부는 기존의 노후화된 VC-137C를 대체하기 위해 차기 대통령 전용기 사업을 추진했고 1990년에 보잉은 현대식 보잉 747-200B 두 대를 대통령 전용기로 제공했다. 탑승 인원 93명(승객 70명, 승무원 23명)을 수용할 수 있는 이 비행기는 회의실, 식당, 대통령 부부의 숙소 및 주요 수행원을 위한 사무실 등 '하늘 위의 백악관'이라고 불릴 만큼 편리한 시설을 갖추고 있다. 대통령 수행원 및 승무원들이 업무와 휴식에 사용되는 공간은 필요에 따라서 의료시설로 전환될 수 있으며 두 개의 요리실에 50 인분의 음식을 제공할 수 있는 시설이 갖춰져 있다.

## 제원
- 승무원: 조종사 4명(기장,부기장,항공기관사,항법사), 승무원 26명
- 수송 능력: 76명
- 기장(Length): 70.6m
- 기폭: 59.6m
- 높이: 19.3m
- 경하 중량: 238.8t
- 최대이륙중량: 375t
- 엔진: 4× General Electric CF6-80C2B1 turbofans, 56,700 lbf (250 kN) each
- 최고 속도: Mach 0.92(1,015 km/h)
- 항속 거리: 6,800 nm(15,778 km, 공중급유하지 않은 상태)

## 미래
- 노후된 보잉 VC-25를 대체하기 위해 2007년에 보잉 747-8I과 에어버스 A380-800 기종이 잠제적 교체 대상으로 거론된 적이 있다.[1] 2015년 1월에 차기 기종인 보잉 747-8I로 확정되어 오는 2018년부터 순차별로 도입될 예정이다.[2]

## 같이 보기
- 보잉 747
- 보잉 E-4